# Campylaspis rubromaculata
Campylaspis rubromaculata is een zeekommasoort uit de familie van de Nannastacidae. De wetenschappelijke naam van de soort is voor het eerst geldig gepubliceerd in 1969 door Lie.